# نهر خيرلن
نهر خيرلن (بالمنغولية: Хэрлэн гол)‏ هو نهر بطول 1،254 كم في منغوليا والصين.ينبع النهر من جبال خينتى وبرخان خلدون في منغوليا ويتجه شرقاً ليدخل إلى حدود الصين.